# Цисс, Григорий Иванович
Григорий Иванович Цисс (12 [24] апреля 1869, Ровно, Волынской губернии — 30 декабря 1934, Полтава) — украинский художник-портретист.
Обучался в Московском училище живописи, ваяния и зодчества, затем в 1896—1900 — в Петербургской академии художеств под руководством И. Е. Репина.
После окончания академии в 1900 году переехал в Полтаву. С 1920 по 1925 год преподавал в художественных студиях.

## Творчество
Автор тематических картин и портретов. Основные работы в области портретной живописи. Создал галерею портретов:
- художника В. Магденко (1916—1917 гг.),
- художника В. Волкова (начало 1900-х гг.),
- Г. Мясоедова (1901),
- А. Печерской (1903),
- артиста М. Ольшанского в костюме запорожского казака (1907),
- А. Золотницкого (1914).
- А. Бокий (1920—1921 гг.),
- П. Горобца (1930),
- И. Персияновой (1931),
- Т. Шевченко (1900 и 1929 гг) ,
- Сорочинская трагедия (1905) и др.

Умер в Полтаве. Похоронен на городском кладбище.
Произведения хранятся в Полтавском художественном музее, Национальном музее Украины в Киеве.